# Copa da África Ocidental de 1986
A Copa da África Ocidental de 1986 foi realizada em Gana no período de 23 de Fevereiro a 2 de Março.

## Fase de Grupos
| Time         | Pts | Ptd | V | E | D | GP | GC | SG |
| ------------ | --- | --- | - | - | - | -- | -- | -- |
| Gana         | 7   | 4   | 3 | 1 | 0 | 9  | 2  | +7 |
| Togo         | 5   | 4   | 2 | 1 | 1 | 5  | 5  | 0  |
| Burkina Faso | 3   | 4   | 1 | 1 | 2 | 1  | 3  | -2 |
| Níger        | 3   | 4   | 1 | 1 | 2 | 3  | 6  | -3 |
| Libéria      | 2   | 4   | 1 | 0 | 3 | 3  | 5  | -2 |

Partidas
| 23 de Fevereiro, 1986 | Libéria | 0 – 1 | Burkina Faso |  |
|                       |         |       |              |  |

| 24 de Fevereiro, 1986 | Gana | 2 – 0 | Níger |  |
|                       |      |       |       |  |

| 24 de Fevereiro, 1986 | Togo | 1 – 0 | Burkina Faso |  |
|                       |      |       |              |  |

| 25 de Fevereiro, 1986 | Níger | 0 – 3 | Libéria |  |
|                       |       |       |         |  |

| 25 de Fevereiro, 1986 | Gana | 2 – 2 | Togo |  |
|                       |      |       |      |  |

| 26 de Fevereiro, 1986 | Níger | 0 – 0 | Burkina Faso |  |
|                       |       |       |              |  |

| 26 de Fevereiro, 1986 | Gana | 3 – 0 | Libéria |  |
|                       |      |       |         |  |

| 27 de Fevereiro, 1986 | Gana | 2 – 0 | Burkina Faso |  |
|                       |      |       |              |  |

| 27 de Fevereiro, 1986 | Togo | 1 – 0 | Libéria |  |
|                       |      |       |         |  |

| 28 de Fevereiro, 1986 | Togo | 1 – 3 | Níger |  |
|                       |      |       |       |  |

## Fase das Eliminatórias
A fase de eliminatórias envolvia as quatro seleções que passaram pela fase de grupos, ocorrendo no dia 1 e 2 de Fevereiro. Caso houve-se empate o jogo iria para prorrogação de 30 minutos e persistindo o empate iria para a disputa de pênaltis.
|  | Semifinal           | Semifinal |   |  | Final              | Final |  |
|  |                     |           |   |  |                    |       |  |
|  | 1 de Março – Accra  |           |   |  |                    |       |  |
|  | Gana                | 2         |   |  |                    |       |  |
|  | Burkina Faso        | 0         |   |  |                    |       |  |
|  |                     |           |   |  |                    |       |  |
|  |                     |           |   |  | 2 de Março – Accra |       |  |
|  |                     |           |   |  | Gana               | 1     |  |
|  |                     | Togo      | 0 |  |                    |       |  |
|  |                     |           |   |  |                    |       |  |
|  |                     |           |   |  |                    |       |  |
|  |                     |           |   |  |                    |       |  |
|  | 1 de Março - Kumasi |           |   |  |                    |       |  |
|  | Togo                | 3         |   |  |                    |       |  |
|  | Níger               | 1         |   |  |                    |       |  |

### Semi-final
| 1 de Março, 1986 | Gana | 2 – 0 | Burkina Faso |  |
|                  |      |       |              |  |

| 1 de Março, 1986 | Togo | 3 – 1 | Níger |  |
|                  |      |       |       |  |

### Final
| 2 de Março, 1986 | Gana | 1 – 0 | Togo |  |
|                  |      |       |      |  |

## Vencedor
| Vencedor da Copa da África Ocidental de 1986 |
| -------------------------------------------- |
| Gana (4º título)                             |